# フォリー

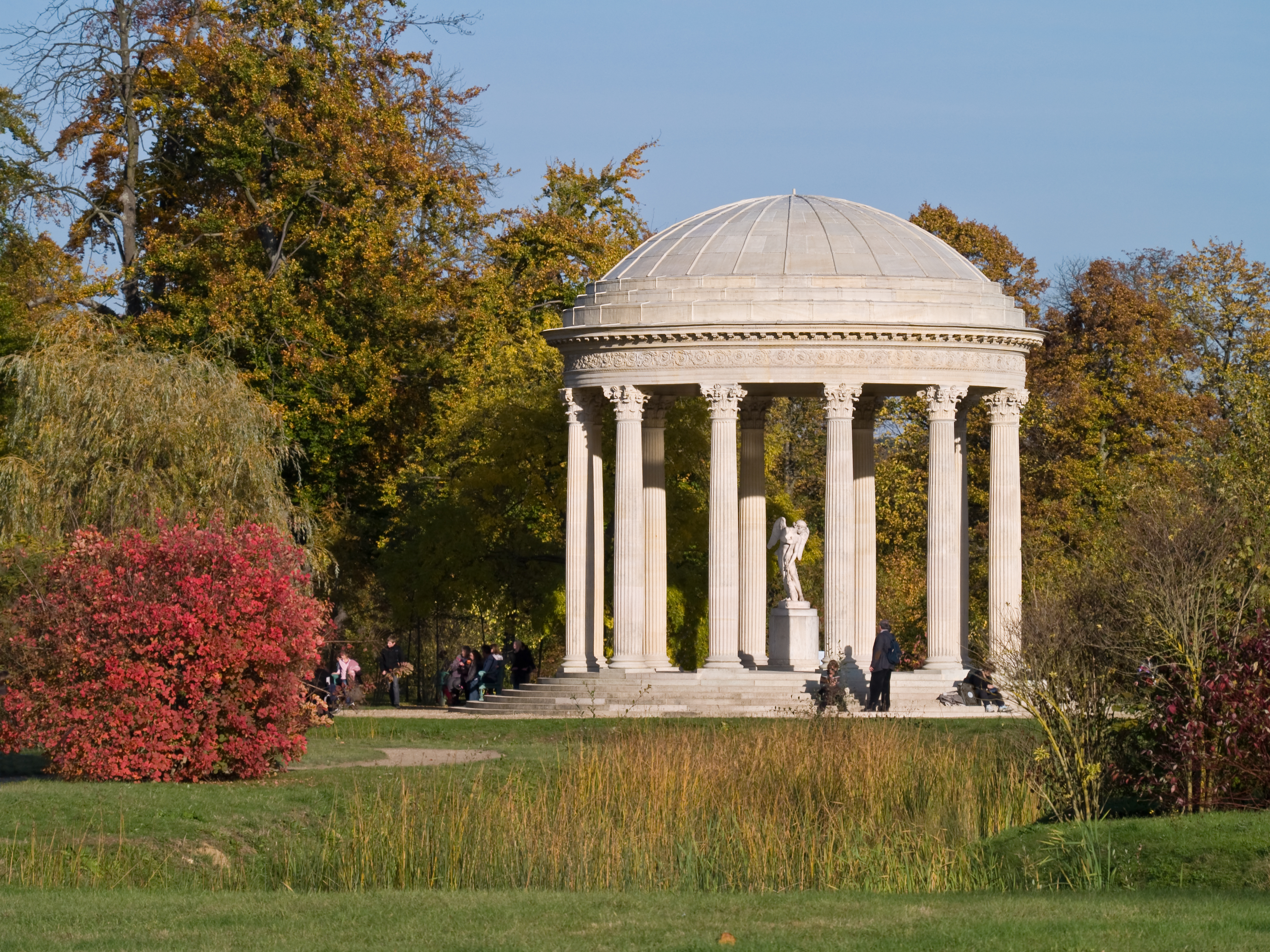
ヴェルサイユ宮殿内の小トリアノン宮殿にある「愛の神殿」(Temple d'amour)。マリー・アントワネットのために建設された

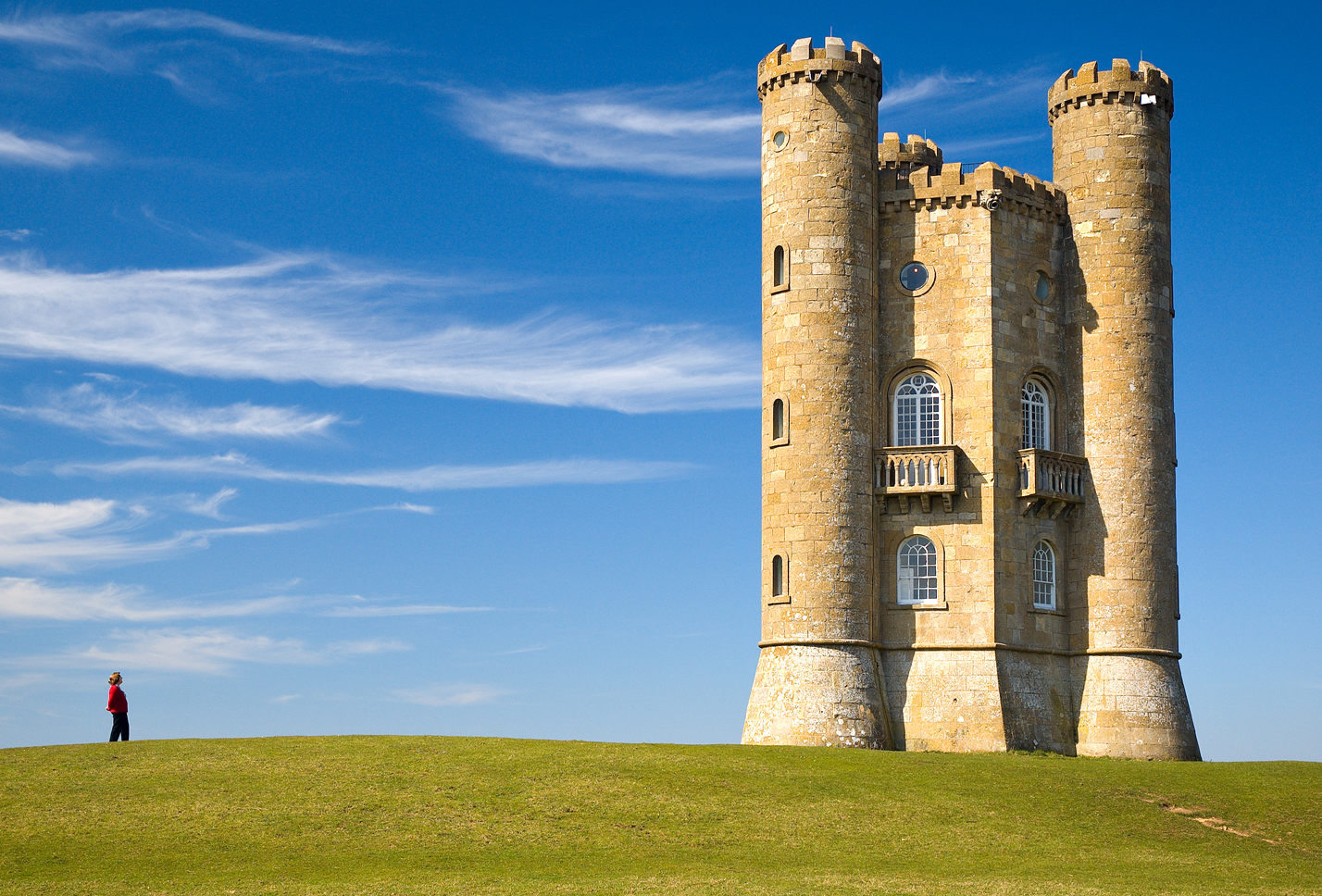
ブロードウェイ・タワー（イングランド・コッツウォルズ地方）

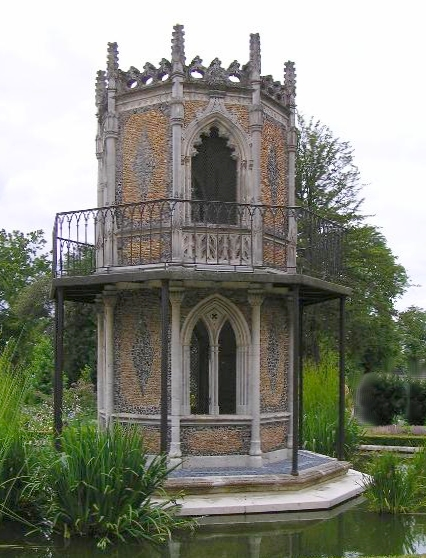
フランスのコニャックの英国式庭園にあるゴシック風のフォリー

フォリー（英語: folly）とは西洋の庭園などにみられる装飾用の建物で、通常の建築のように居住や雨風をしのぐといった用途がまったくないものを指す。
18世紀のイギリス式庭園（風景式庭園）やフランス式庭園（平面幾何学式庭園）にはしばしば古典古代の美徳や理想を象徴するローマ建築の神殿や廃墟（人工の古代廃墟）が設けられた。ロマン主義や異国趣味が広がった18世紀にはほかにも、中国風（シノワズリ）の寺院、古代エジプトのピラミッド、廃墟と化した修道院、タタール人の天幕などさまざまな文明の象徴物を模したフォリーが建てられた。田園の美徳を象徴するため、質素な村落、水車、田舎家（コテージ）などを建てた例も見られる。“Folly” は英語では通常「愚行」などを意味するが、これは悪意を込めた用法ではなく、陽気な戯れから使用されている。
庭園や公園内の自由な建物という意味から派生した用法として、公園のビジターセンターから少し離れた林の奥などにある、観察会などのプログラム活動やグループごとの自主研究などの拠点となる施設という意味にも用いられる。

## フォリーの特徴

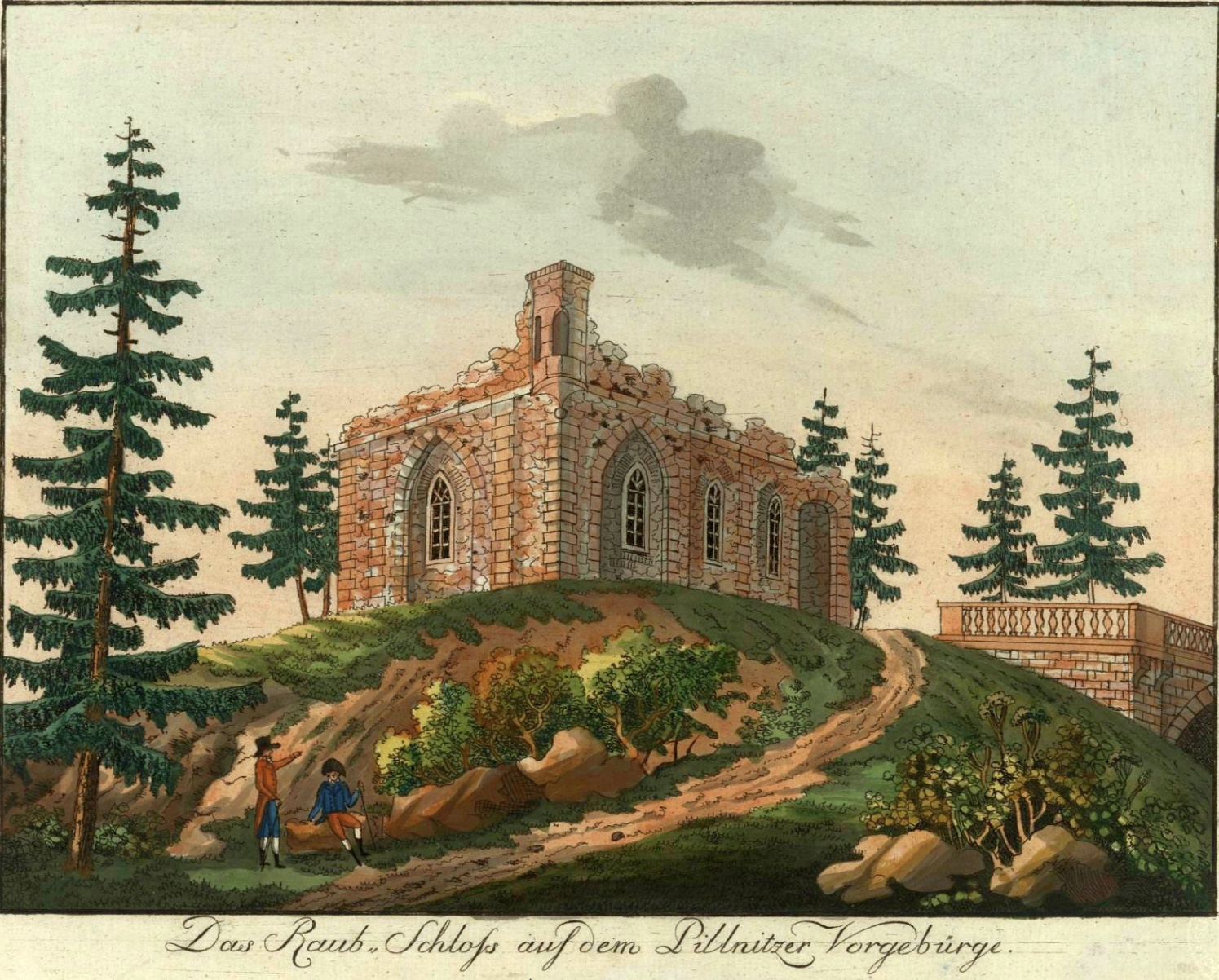
ドイツのドレスデン近郊のピルニッツ城付近に作られた人工の廃墟。イギリスのフォリーなどの影響を受け、世のはかなさを表すために作られた

フォリーの概念は幾分あいまいなところがあるが、一般的に以下のような特徴を持っている。
- フォリーは建築物、または建築物の一部であり、彫刻など他の装飾物とは異なる。
- フォリーには装飾以外の用途はない。特定の用途のために建てられた建築物と外観が似ていることがあるが、こうした外観は見せかけだけのものである。雨や日差しをしのぐための東屋（ガゼボ）は建築としての用途を果たしており、フォリーではない。
- フォリーはわざと装飾物として建てられた建築物であり、他の用途から転用したものではない。
- フォリーはしばしば風変わりなデザインをしていることがある。必ずしも風変わりである必要はないが、人目を引きつけるためにわざと普通でない形状や細部を採用していることがよくある。
- フォリーは古代神殿に似せたり家屋に似せたりといった、偽物の要素がどこかに含まれていることがある。典型的な例は偽物の廃墟としてのフォリーで、かつて宗教的な目的などのために建てられた建物が時間の経過で廃墟となった風を装っているが、最初から廃墟として建てられている。

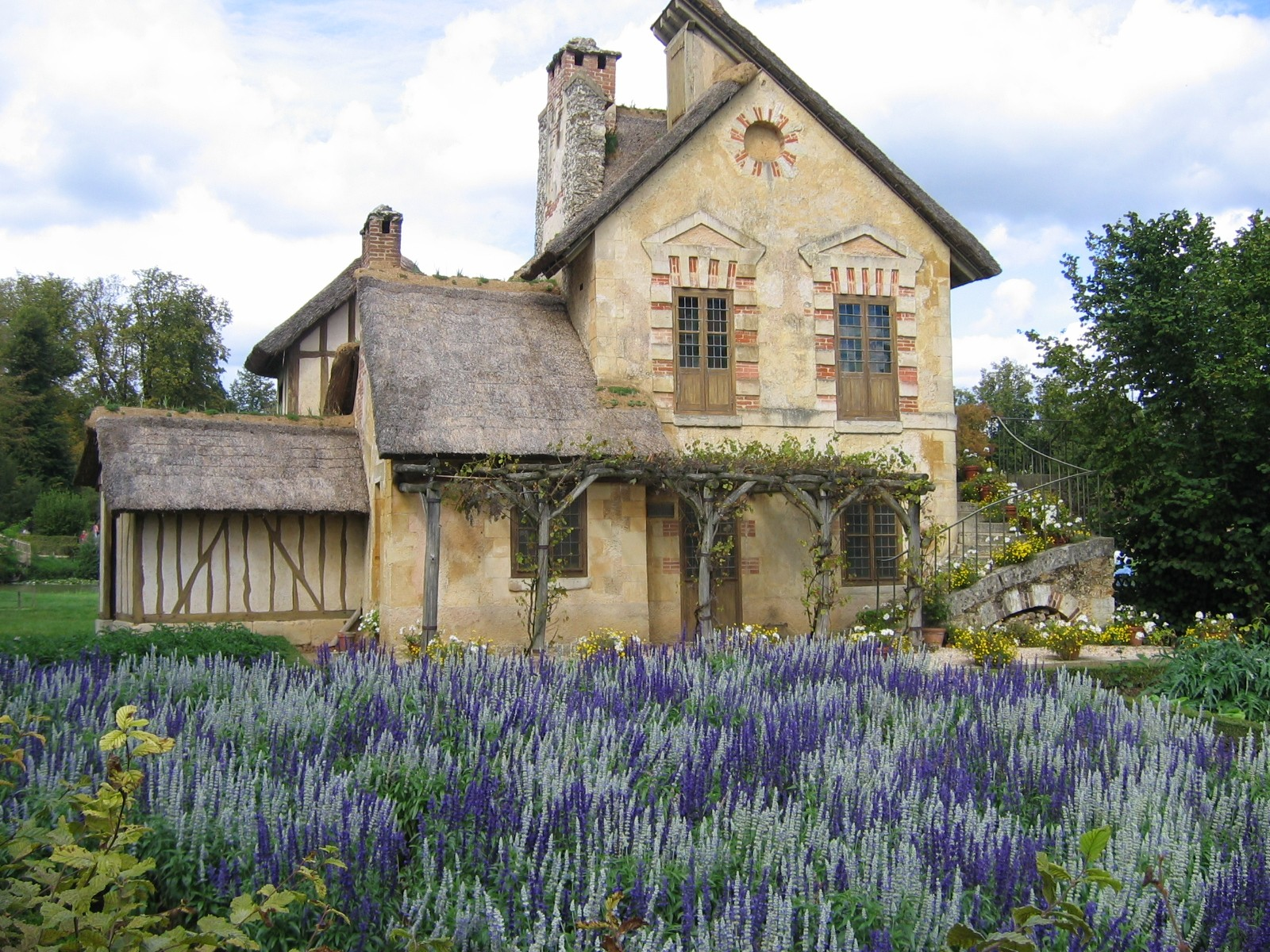
ヴェルサイユ宮殿内の離宮、小トリアノン宮殿には、農家に見立てたフォリーが立ち並ぶ、農村に見立てた小集落「ル・アモー・ドゥ・ラ・レーヌ」（「王妃の村里」）がある

フォリーは空想を働かせた奇抜な建築物、実用的でない建築物と同じくくりに入れられることもあり、ある種の住宅や宮殿などの建築物がフォリーにみなされることもある。しかし、以下の建物はフォリーと関連性を持つものの、フォリーとは区別されるべきものである。
- 幻想的な外観の建物、あるいは宣伝目的で自社商品や有名な建築の外観を模した建築 (Novelty architecture) はフォリーとは正反対である。フォリーは現実に使用できそうな建築のように見えるが、何にも使えない。ドーナツやアヒルの形をしたドライブイン、パリやニューヨークを模したラスベガスのカジノホテル、地元名産品の形をした給水塔などは現実的でない形状をしているが、実際には住宅や商店として機能している。
- 奇抜な構造の豪邸や宮殿もフォリーに似ているが、構造や外観が奇抜なことがフォリーである条件ではない。こうした宮殿などは住居として機能しているためフォリーではない。
- ばかばかしい構造や外観の建築物は英米などではよく「フォリー」と呼ばれるが、これらは構造や外観がばかばかしい（フォリー）だけで、庭園などに設けられる厳密な意味でのフォリーとは異なる。
- 幻視者による建築（シュヴァルの理想宮やワッツ・タワーなど）は装飾過剰でかつ実用的な建築として機能していない点などでフォリーとの区別があいまいな部分があり、フォリーと呼びうるものもなかにはある。ただし、フォリーは発注者または建築家が遊び半分で装飾目的に建てさせたものであることに対し、ワッツ・タワーなどは施工者（その多くは建築の素人）が装飾目的などではなく当人にとっては真剣な意図で築いたところがフォリーと若干異なる。
- 遊園地や展覧会場などにはしばしば装飾用の幻想的な建物が建っていることがある。そのいくつかはフォリーと呼びうるが、そうでないものもある。その区別はやはり用途にある。店舗やレストランなどが奇抜あるいは奇怪な外観をしている場合、実際に店として機能しているためフォリーとは呼べない。一方、装飾以外に何の目的もない偽の建物などはフォリーと呼びうる。

## フォリーの歴史

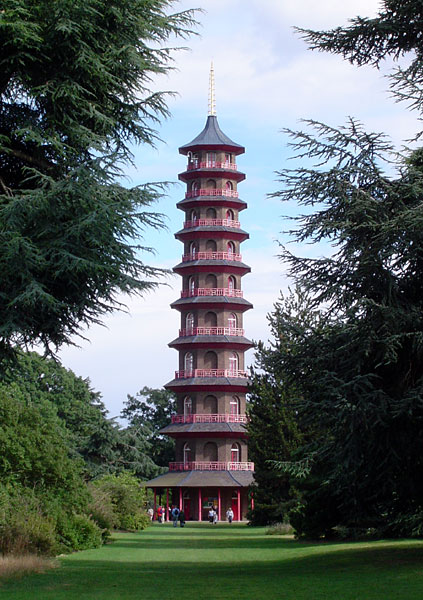
ロンドンのキューガーデンの中国風パゴダ

フォリーは16世紀末から17世紀にかけて、大邸宅などの庭園の装飾要素として導入されたが、18世紀から19世紀にかけて全盛期を迎えた。ルネサンス期のイタリア貴族の大邸宅や、フランスやイギリスの貴族が郊外に築いた邸宅の中には、ローマ時代のヴィラや中世の修道院など、放置されていた絵画的な廃墟を取り込んで造園するものがあったが、こうした廃墟が敷地内にない場合は、わざと廃墟を庭園内に新築することがあった。こうした構造物は、庭園を発注した貴族らや庭園を設計した建築家にちなんで、「誰々のフォリー」と呼ばれた。しかしフォリーは完全に実用的目的なしで建てられたものばかりでもなく、ブロードウェイ・タワーなどのように、もとは古城などの外観をした狩猟のための塔であったものが、後に目的を失ってフォリーと化したものもある。

### 18世紀のフランスおよびイギリスのフォリー

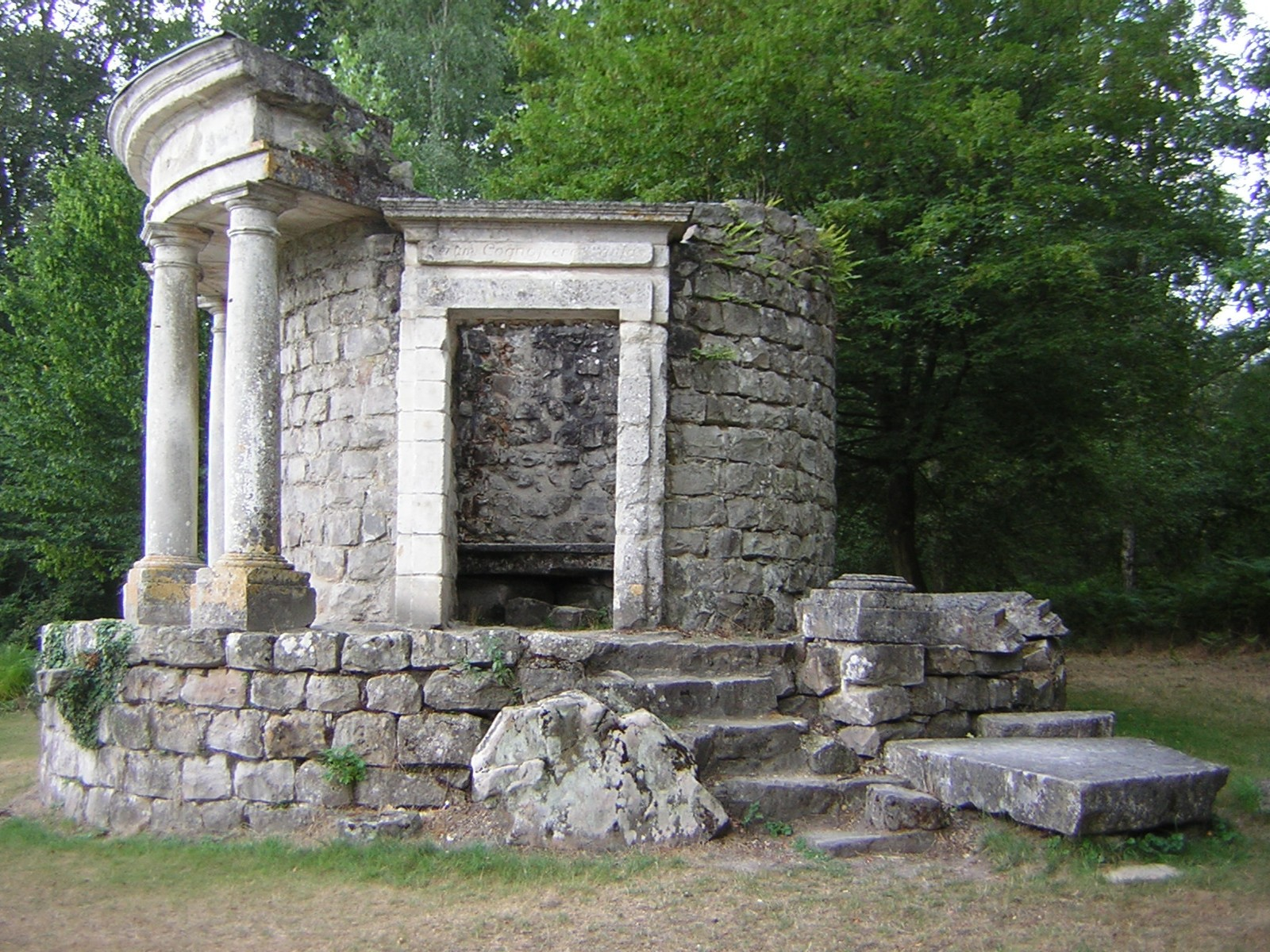
北フランスのエルムノンヴィル（Ermenonville）にある、ルネ・ド・ジラルダンが作庭したジャン・ジャック・ルソー公園の「哲学の神殿」

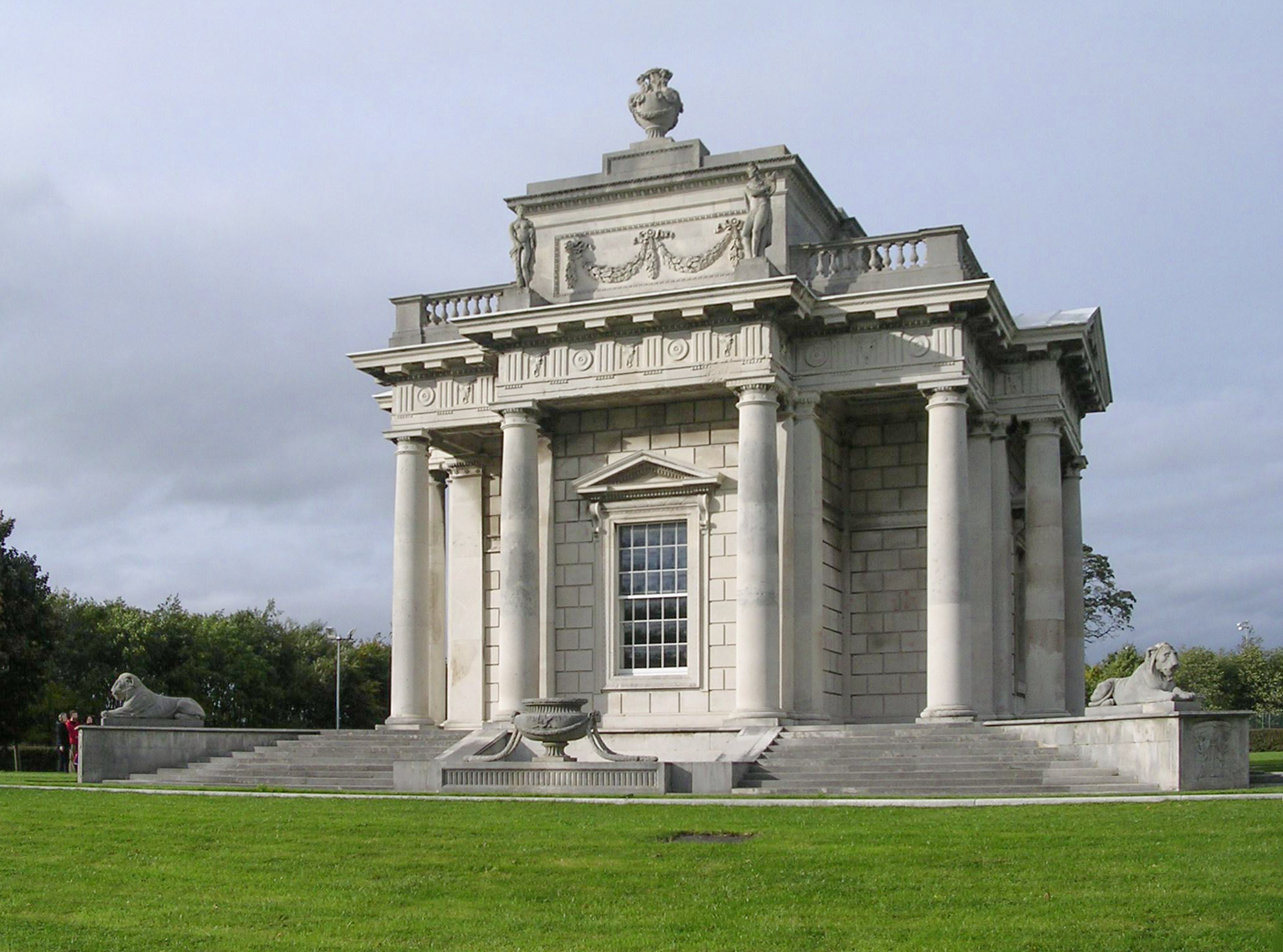
Marino Casino（アイルランド・ダブリン）

フォリーは18世紀のイギリス式庭園（風景式庭園）やフランス式庭園（平面幾何学式庭園）の重要な要素であった。古代ローマや古代ギリシア風の神殿、ゴシック建築の修道院の廃墟、エジプト式のピラミッド、先史時代のドルメンのほか、フランスでは田舎家や水車などの田園風景を思わせるフォリーが建てられた。またクロード・ロランやユベール・ロベールなどの風景画にみられる古典主義的な廃墟を再現したフォリーも建てられた。これらのフォリーは、庭の眺望の要点となるだけでなく、古代ローマや素朴な田園生活など、失われた時代の美徳を象徴する思索的意味も持っていた。たとえば北フランスのエルムノンヴィル（Ermenonville）にある「哲学の神殿」と題されたフォリーは、建設中のローマ神殿を模しているが、これは知識とは決して完成しないことを示していた。一方でイギリスのストウ（Stowe）にある「近代の美徳の神殿」は崩壊した状態であるが、これは近代の道徳の退廃を表していた。こうした思索や鑑賞の目的から、フォリーを置くにとどまらず、わざと隠者に模した人物を雇って庭園隠者（鑑賞隠者）として庭園内に住まわせることも行われた。
18世紀後半以後、ロマン主義やピクチャレスクの概念の勃興とともに廃墟風のフォリーが盛行した。一方で18世紀末から19世紀には、フォリーはより異国的になり、中国の仏塔や日本の橋などを模したものもあらわれる。

### アイルランド飢饉とフォリー
1845年から1849年にかけてアイルランドを襲ったジャガイモ飢饉の際にもフォリーが建てられた。多くの人々が貧窮に喘いでいたが、当時の社会には、労働への対価ではない施しは人々を思い誤らせるという観念があった。一方で役立つ建築物や土木事業のために貧窮する人々を雇うと、すでに土木や建築に従事している人々の仕事を奪う恐れがあった。そこで、フォリーを建設して貧窮する人々を雇うという計画が各地で生まれた。このときアイルランド各地に築かれたフォリーの中には、なにもない場所に作られた道路、沼の中に作られた桟橋などといったものもあった。

### 現代のフォリー
20世紀後半以降にも、公共の公園などに現代建築家や現代美術家らによりフォリーは建てられている。ベルナール・チュミの設計したラ・ヴィレット公園でも、園内に規則正しく建てられた赤・青・黄色のフォリーは重要な要素になっている。1990年の国際花と緑の博覧会では、コープ・ヒンメルブラウ、ダニエル・リベスキンド、ザハ・ハディドなど13人の当時の気鋭の建築家が手がけたフォリーが展示された。

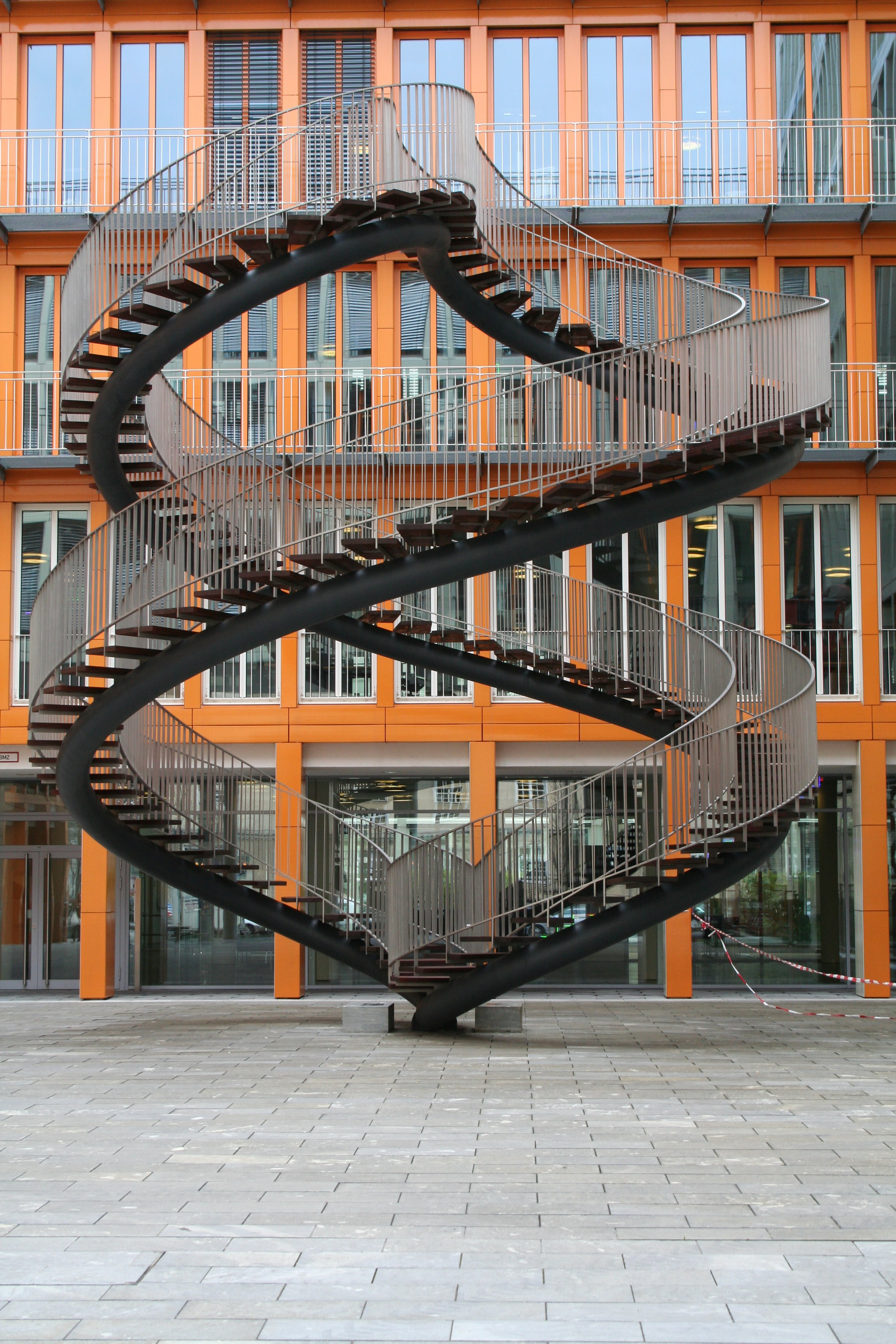
ミュンヘンのKPMGドイツ本社前に設置されたオラファー・エリアソン設計によるフォリー
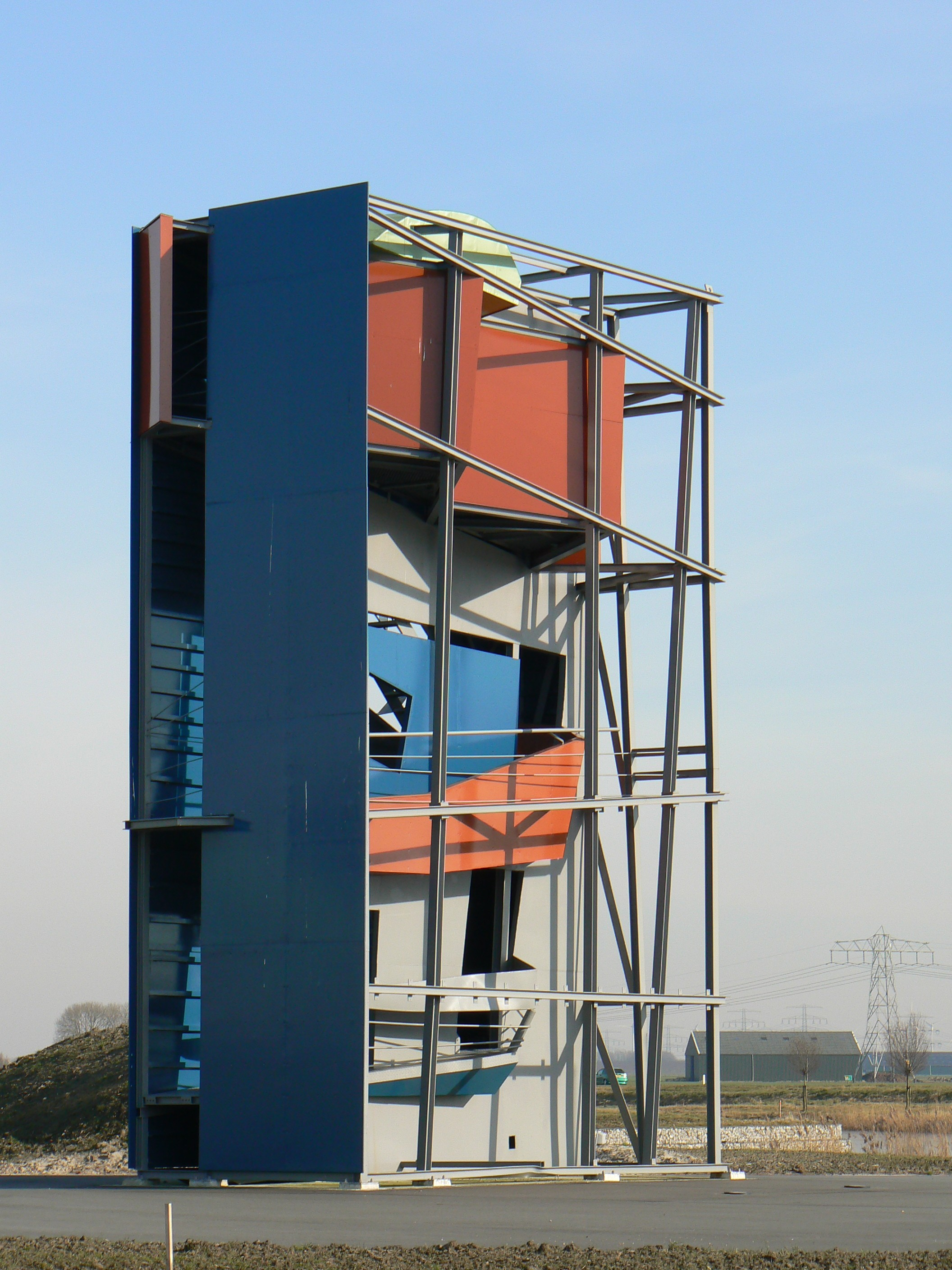
オランダのフォリー。ザハ・ハディド設計
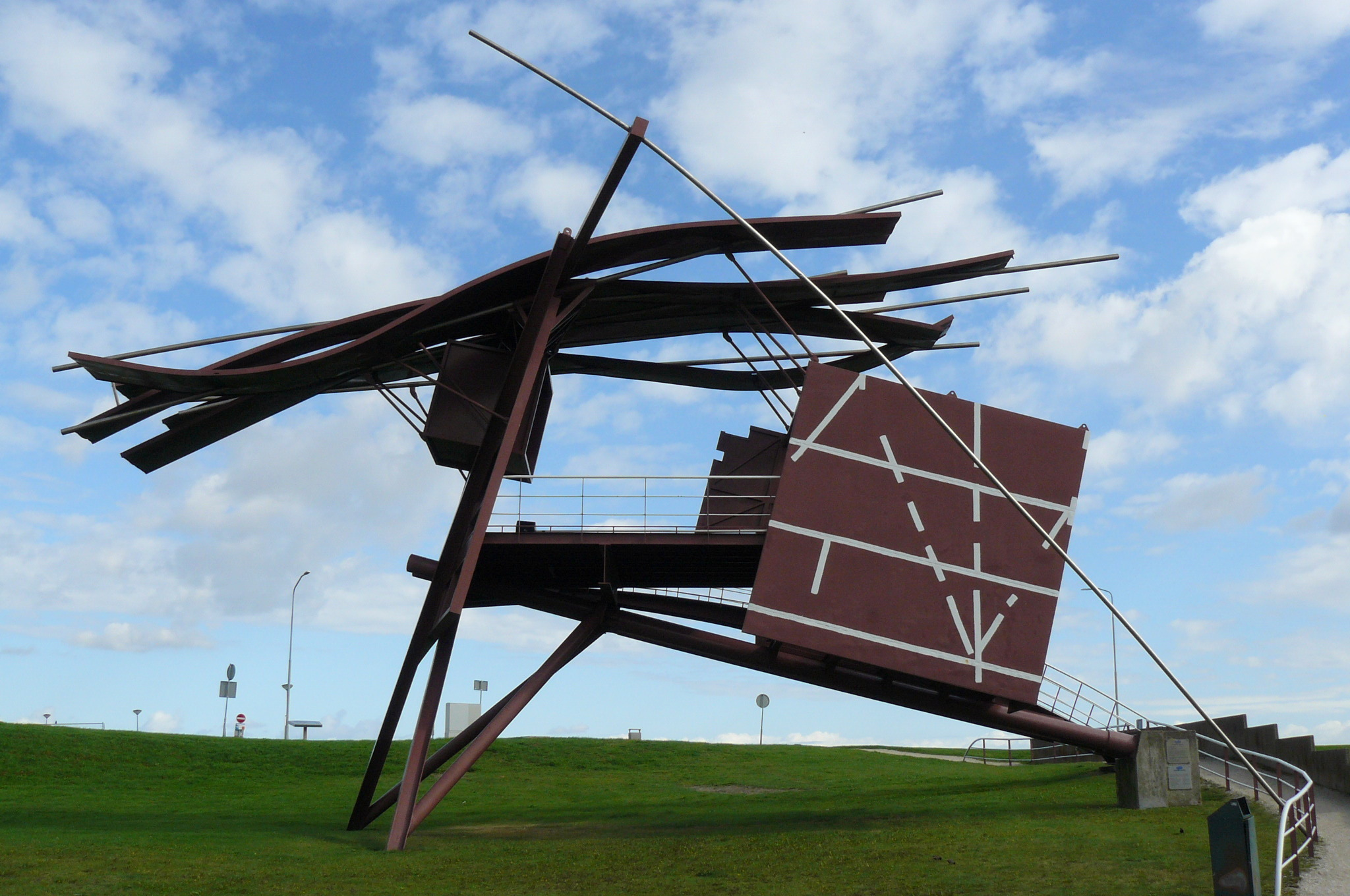
オランダのフォリー。コープ・ヒンメルブラウ設計
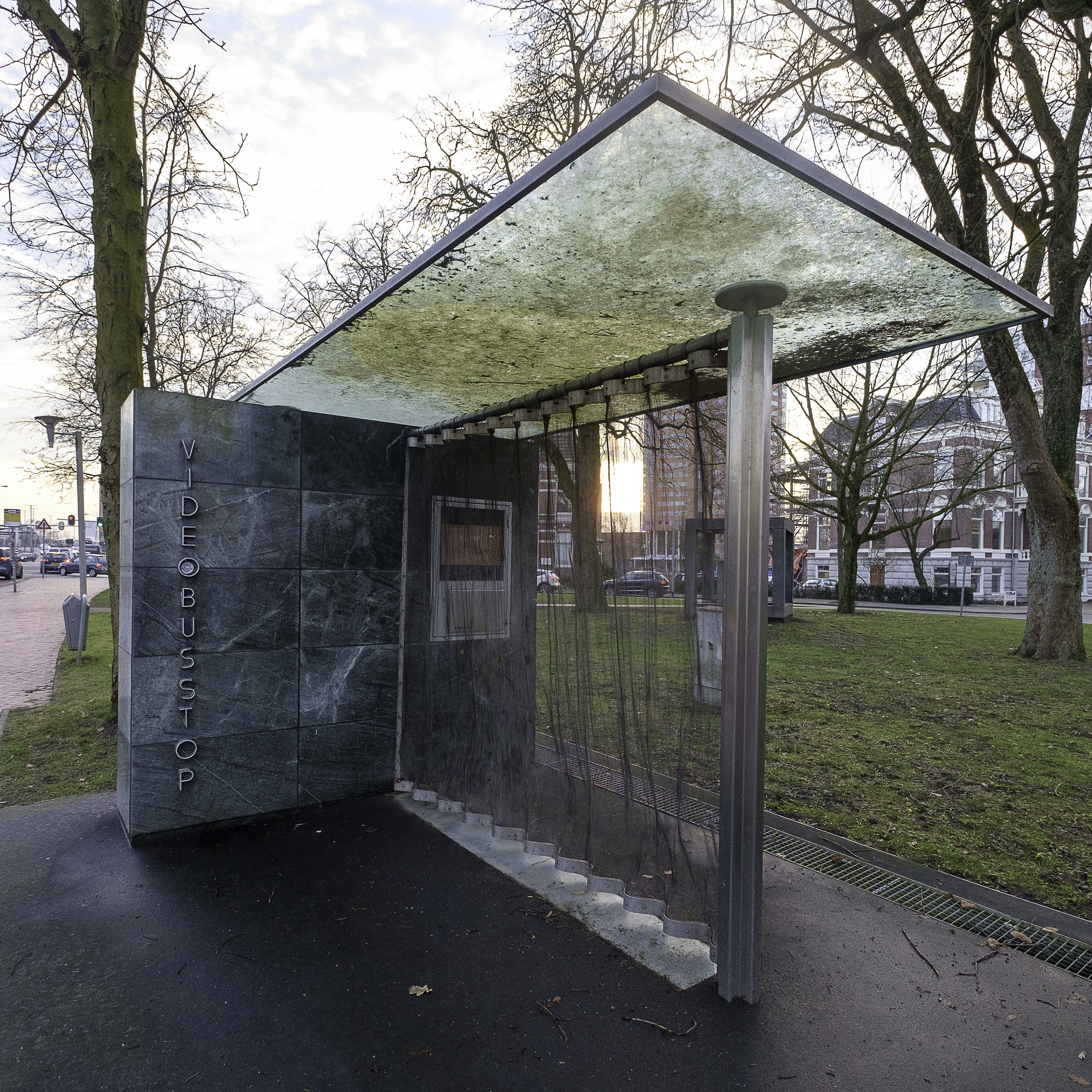
バス停を模したオランダのフォリー。レム・コールハース設計

## 関連書籍
- Barton, Stuart Monumental Follies Lyle Publications, 1972
- Folly Fellowship, The Follies Magazine, published quarterly
- Folly Fellowship, The Follies Journal, published annually
- Folly Fellowship, The Foll-e, an electronic bulletin published monthly and available free to all
- Hatt, E. M. Follies National Benzole, London 1963
- Headley, Gwyn & Meulenkamp, Wim, Follies Grottoes & Garden Buildings, Aurum Press, London 1999
- Headley, Gwyn Architectural Follies in America, John Wiley & Sons, New York 1996
- Headley, Gwyn & Meulenkamp, Wim, Follies — A Guide to Rogue Architecture, Jonathan Cape, London 1990
- Headley, Gwyn & Meulenkamp, Wim, Follies — A National Trust Guide, Jonathan Cape, London 1986
- Howley, James The Follies and Garden Buildings of Ireland Yale University Press, New Haven & London, 1993
- Jackson, Hazelle Shellhouses and Grottoes, Shire Books, England, 2001
- Jones, Barbara Follies & Grottoes Constable, London 1953 & 1974
- Meulenkamp, Wim Follies — Bizarre Bouwwerken in Nederland en België, Arbeiderpers, Amsterdam, 1995
- Barlow, Nick et al Follies of Europe, Garden Art Press, 2009, ISBN 978-1870673563